# Onze-Lieve-Vrouw van Lombardsijde
De Onze-Lieve-Vrouw van Lombardsijde is een Mariabeeld, dat toebehoort aan de Onze-Lieve-Vrouw Bezoekkerk in Lombardsijde in de Belgische provincie West-Vlaanderen. Het beeld wordt vereerd als "Ster der zee". Haar beeltenis neemt in de kerk een prominente plaats in: het linker zijaltaar is aan haar toegewijd. Bedevaarders en vissers namen doorheen de voorbije eeuwen hun toevlucht toch haar voor troost en bescherming. Ze wordt aanroepen als "troost in nood". Achter dit bescheiden beeld schuilt een eeuwenlange traditie.                

## Geschiedenis
Volgens de overlevering is in 1596 een houten beeld van Maria met Kind aangespoeld aan het strand van Lombardsijde. In een kapel in de duinen wordt het beeld opgesteld ter verering. Vanwege de grote volkstoeloop wordt een parochiekerk gebouwd waar het beeld wordt ondergebracht.
Het aanspoelen van het beeld is geen wonder. Zowat alle schepen hadden een Mariabeeld aan boord. Wellicht is het beeld na een schipbreuk door de stroming naar het strand van Lombardsijde afgedreven.
Wel bijzonder is het tijdstip waarop dit gebeurde: middenin een belangrijk conflict met de Noord-Nederlandse protestanten in de kuststreek. De hele streek heeft in deze periode te lijden onder plunderingen en brandstichtingen door aanhangers van de reformatie en van de Republiek der Zeven Verenigde Nederlanden, die de Spaanse, katholieke overheersing willen neerslaan. In 1601 begint de bezetting van Nieuwpoort en Oostende door protestantse Staatse legers van Maurits van Nassau die met hulp van de Engelsen langs de havens binnendringen. Nieuwpoort is binnen het jaar bevrijd, maar het beleg van Oostende duurt tot 1604. 
Het beeld wordt door de lokale bevolking beschouwd als een bevestiging van de katholieke identiteit. De groeiende Mariadevotie in Lombardsijde levert voor de kust een belangrijke bijdrage in de opleving van de contrareformatie, de rooms-katholieke herstelbeweging die bezegeld wordt met het Concilie van Trente (1545-1563).

## Devotie
Wellicht zijn de trouwste vereerders van Onze-Lieve-Vrouw van Lombardsijde de Vlaamse vissers: plaatselijke vissers, uit Lombardsijde en Nieuwpoort, maar in het bijzonder ook de IJslandvaarders. Zij komen vooral uit het Oostendse om te "beêwegen". Ze doen blootsvoets de kruisweg voor hun afvaart en krijgen van de pastoor een "gewijdje" mee: een zakje met wat paasnagel, afkomstig van de paaskaars. Het gewijdje wordt in de mast van het schip genageld voor een behouden vaart.
Het wordt eeuwenlang een voorrecht van vissers om het beeld van Onze-Lieve-Vrouw van Lombardsijde te torsen wanneer ze in processie wordt rondgedragen.
Bedevaarders komen om gunsten te vragen aan Onze-Lieve-Vrouw: hulp en bijstand in noodsituaties, genezing van ziekte, gezondheid voor kinderen en kleinkinderen, vrede …
Vissers brengen zelfgemaakte miniatuur visserssloepen naar de kerk uit dank. De vele pelgrims laten ontelbare wandelstokken en krukken achter na genezing. Ze worden gehangen in de kerk als getuigenis van het miraculeuze beeld.

## Mirakels
Tussen 1635 en 1669 worden in het totaal 12 mirakels aan de voorspraak van Onze-Lieve-Vrouw van Lombardsijde toegeschreven. Ze zijn neergeschreven door Pieter de Mystere en Joost Moens, beiden pastoor van Lombardsijde ten tijde van de gebeurtenissen. In de kerk zijn de mirakels sinds 1966 in brandglazen afgebeeld door Oostendenaar Cor Westerduin.

## De Wereldoorlogen
Het genadebeeld van Onze-Lieve-Vrouw van Lombardsijde prijkt in de parochiekerk die gebouwd is rond 1643. Deze raakt echter in verval en wordt volledig heropgebouwd in 1768-69. In oktober 1914 rukken de Duitse troepen op naar de IJzer en komt Lombardsijde aan de frontlinie te liggen aan vijandige zijde. Pastoor Blondelle deelt het heilig Sacrament uit aan de parochianen en laat alle kerkschatten, kerkarchieven en registers in houten kisten begraven. Het beeld blijft in de kerk staan, in de veronderstelling dat de Duitsers het gebouw uit eerbied niet zullen beschadigen.
Enkele achterblijvers redden het beeld. Francis Ollieuz, voorzitter van de kerkraad, haalt het genadebeeld ijlings uit de kerk weg, vermoedelijk op 15 oktober 1914, en het wordt veilig opgesteld in de voorkamer van Désiré Dewulf, waar dorpelingen langskomen voor gebed en om kaarsen te branden. Op 18 oktober zijn er vijandelijke gevechten in de dorpskern. Dérisé Dewulf neemt het beeld mee in zijn aardappelkelder, waar hij zelf nog dagenlang blijft waken. Uiteindelijk moet ook hij op 23 oktober 1914 op bevel van het Duitse leger Lombardsijde verlaten. Het beeld blijft achter in de Duitse stellingen.
Lombardsijdenaars die naar Oostende zijn gevlucht, dringen aan bij de Duitse overheden om het beeld naar Oostende over te brengen. Op 14 december wordt het gehavende beeld door Duitsers naar Oostende gebracht en in de gelagzaal van de Volksbond gezet. De linkerarm van Jezus en de zijde van Onze-Lieve-Vrouw zijn beschadigd. In mei 1915 stemt Oosends deken Camerlynck toe om het beeld een meer waardige plaats te geven en op te stellen in de rechterbeuk van de Sint-Petrus en Pauluskerk. Wanneer deze kerk onder vuur komt op 22 september 1917, blijft het beeld gespaard. Het wordt tot na de oorlog opgeborgen in de kelders van de Volksbond.
In 1920 wordt het beeld in Brugge hersteld en in de meest oorspronkelijke kleuren herschilderd en op 27 juni van dat jaar wordt het feestelijk onthaald in de tijdelijke barakkerk van Lombardsijde. Het beeld wordt op 21 november 1923 overgebracht naar de nieuw gebouwde, neoromaanse kerk. Toch zal het tot 1937 duren vooraleer er opnieuw een feestelijke ommegang kan gebeuren met het beeld. De meeste sierlijke attributen zijn gehavend uit de begraven kisten gekomen.
De Tweede Wereldoorlog gaat helaas evenmin onopgemerkt voorbij in Lombardsijde. Om een scenario van 25 jaar geleden te vermijden, wordt het beeld op 18 mei 1940 weggehaald uit de kerk en overgebracht naar Nieuwpoort. Enkele dagen later wordt het teruggebracht naar Lombardsijde en in de kelder van de pastorie weggeborgen. Op 27 mei worden de pastorie en het kerkhof zwaar getroffen in een luchtbombardement. Het beeld wordt naar het huis van de koster gebracht. Wanneer het Belgisch leger capituleert op 28 mei 1940, komt het gewone leven komt opnieuw op gang onder Duitse bezetting. Het beeld wordt terug in de kerk geplaatst. Het beeld van Onze-Lieve-Vrouw is zonder schade de oorlog doorgekomen.
Pas in 1954 krijgt het beeld nieuwe kostbare ornamenten. Op initiatief van pastoor Bauttemans wordt een inzameling van zilver en juwelen gehouden. Met de opbrengst kan men tot ieders verwondering een unieke zilveren krans vervaardigen, een scepter, twee kronen, een kruis en een ster.

## Andere tijden
Na de Tweede Wereldoorlog wordt op 1 juli 1945 een grote processie gehouden om de novene in te luiden en Onze-Lieve-Vrouw te bedanken voor bekomen bijstand tijdens de oorlog. Een spandoek noemt het feest "Lombardsijdes schoonste dag".
De traditie van jaarlijkse processie wordt in 1965 beëindigd. Deze pracht en praal hoort niet meer bij het kerkbeeld na het Tweede Vaticaans Concilie (1962-1965). De novene blijft wel bestaan, tot op vandaag.

## Loflied ter ere van Onze-Lieve-Vrouw van Lombardsijde
Het loflied ter ere van Onze-Lieve-Vrouw van Lombardsijde wordt gezongen op de melodie van Evenals de moede hinde. Over het ontstaan en de auteur van de tekst is niets bekend.
Het lied bestond oorspronkelijk uit 5 strofes. De eerste en laatste strofe worden in vieringen gezongen. Het weerklinkt gebruikelijk tijdens de novene, op feestelijke vieringen en soms ook op begrafenissen van Lombardsijdenaars. De jongste decennia raakt het lied echter stilaan in onbruik. De traditie vervaagt. 
Laten wij Maria eren

in d'aloude beêvaartkerk,

Waar zij sedert zoveel eeuwen

deelt haar schatten zonder perk.

't Spreekt hier al het ene woord:

"Z'heeft geholpen, z'helpt nog voort.

Troost in nood blijft t'allen tijde

Onze Vrouw van Lombardsijde."
Troost in nood wees het voor allen

die hier knielen voor uw troon.

Laat toch niemand van U weggaan

zonder zegen van Uw Zoon.

Daar wordt weder luid verkond,

polders, zee en duinen rond:

Troost in nood blijft t'allen tijde

Onze Vrouw van Lombardsijde.